# Крос Плејнс (Висконсин)
Крос Плејнс (енгл. Cross Plains) град је у америчкој савезној држави Висконсин.

## Демографија
По попису из 2010. године број становника је 3.538, што је 454 (14,7%) становника више него 2000. године.
| Група             | 2000.         | 2010.         |
| Белци             | 3.040 (98,6%) | 3.398 (96,0%) |
| Афроамериканци    | 7 (0,2%)      | 27 (0,8%)     |
| Азијати           | 5 (0,2%)      | 22 (0,6%)     |
| Хиспаноамериканци | 13 (0,4%)     | 57 (1,6%)     |
| Укупно            | 3.084         | 3.538         |